# Łukasz Ewangelista

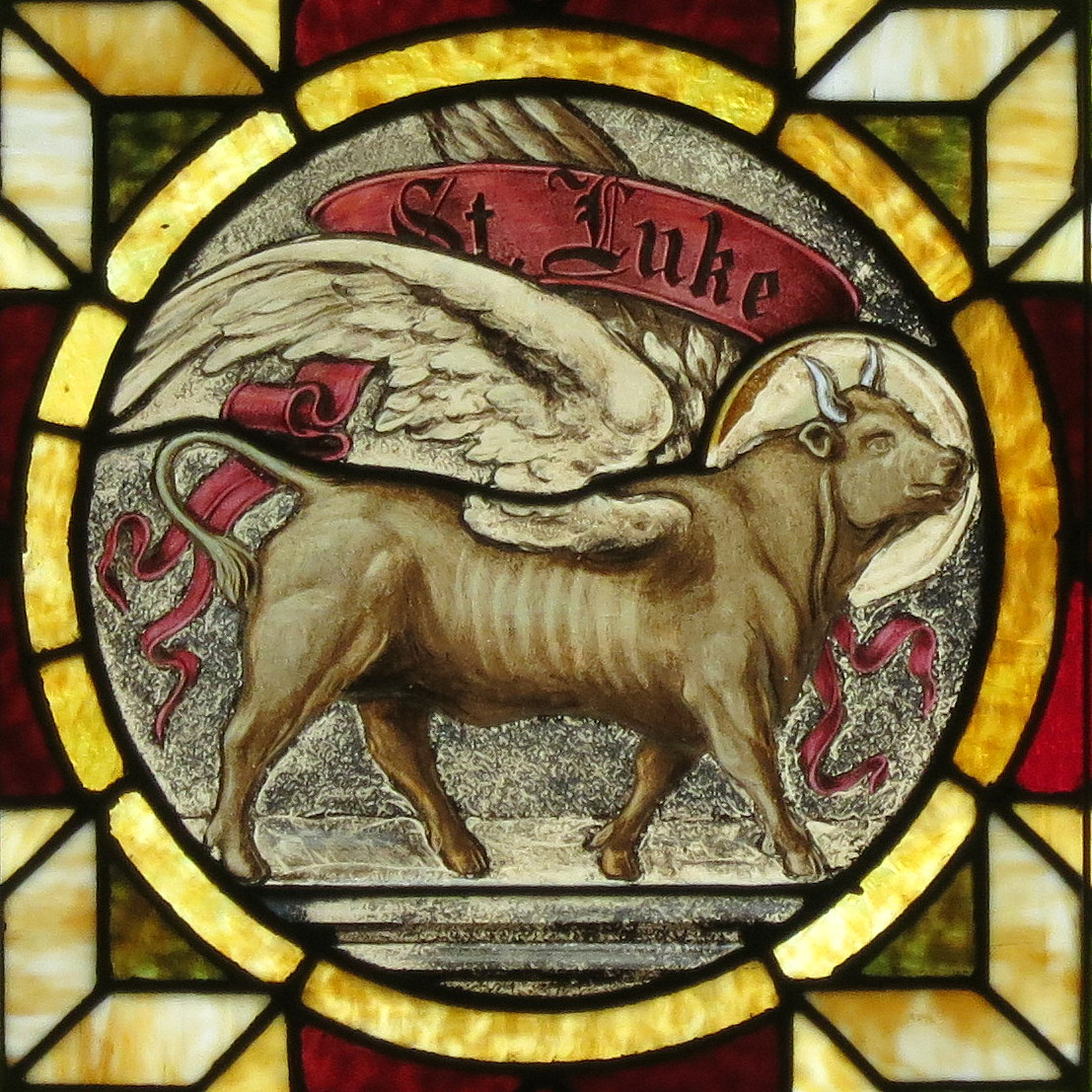
Witraż w kościele św. Jana Chrzciciela, Dry Ridge, Ohio – byk symbolizujący Łukasza Ewangelistę

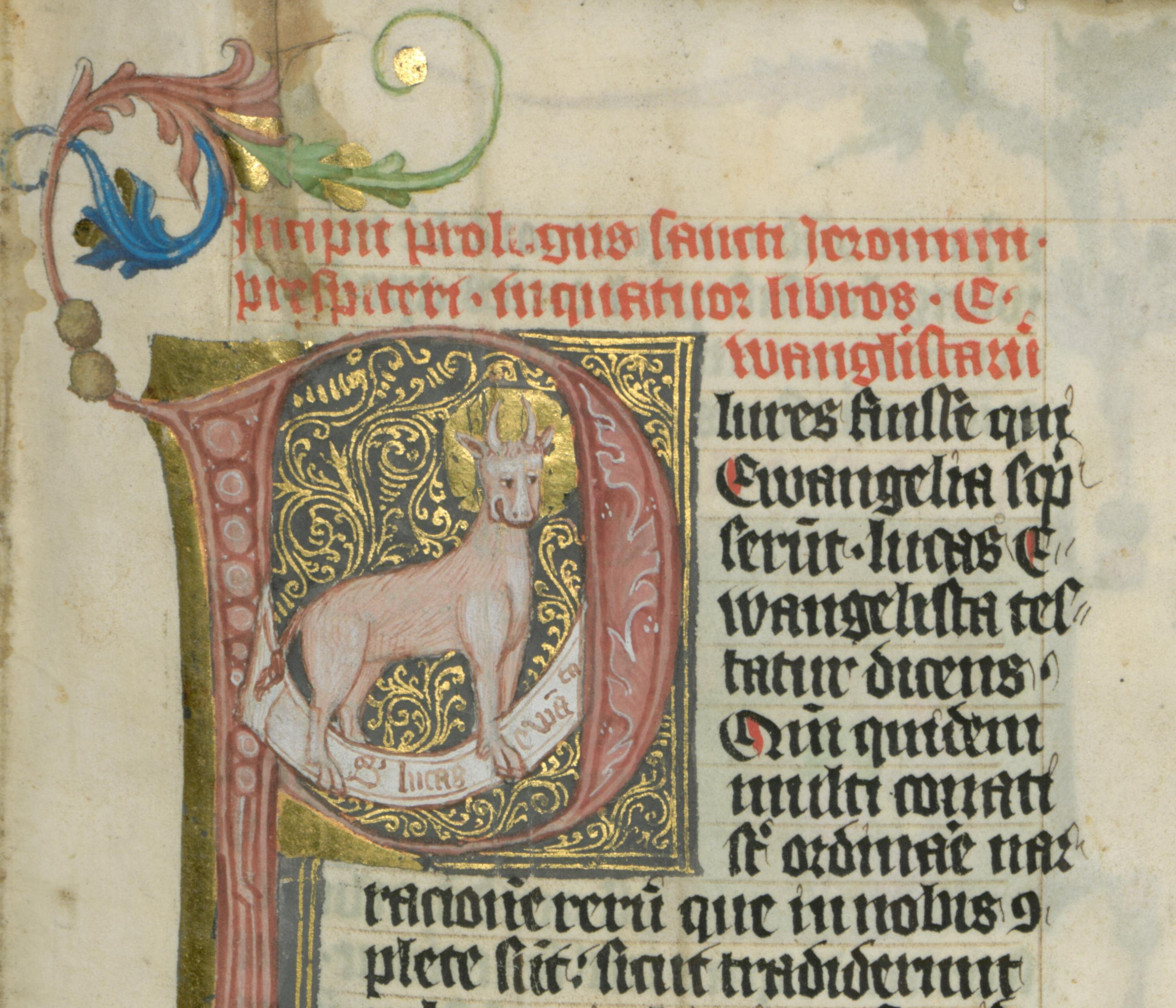
Miniatura przedstawiająca symbol św. Łukasza Ewangelisty pochodząca z łacińskiego Nowego Testamentu z 1. poł. XIV w. (Biblioteka Uniwersytecka we Wrocławiu, sygn. I F 30, k. 1r)

Łukasz Ewangelista (gr. Ευαγγελιστής Λουκάς) – współpracownik apostoła Pawła z Tarsu, któremu towarzyszył w wielu podróżach misyjnych. Według tradycji wczesnochrześcijańskiej jest autorem trzeciej Ewangelii, co potwierdzają Ireneusz z Lyonu (ok. 130–ok. 202) i Orygenes (185–254), oraz Dziejów Apostolskich – trzeciej i piątej księgi Nowego Testamentu. Święty Kościoła katolickiego i prawosławnego (apostoł).
Najstarsza wzmianka o św. Łukaszu znajduje się w Liście św. Pawła do Filemona, wers 24. Jest również wymieniany w Liście do Kolosan i w Drugim liście do Tymoteusza – obydwu dziełach przypisywanych świętemu Pawłowi. Łukasz nie należał do grona dwunastu apostołów Jezusa.

## Życiorys
Tradycja kościelna utożsamia św. Łukasza z autorem Ewangelii Łukasza i Dziejów Apostolskich.
Wedle tradycji zawartej w pismach historyków kościoła i Ojców Kościoła, święty Łukasz pochodził z Antiochii Syryjskiej. Z zawodu był lekarzem (List do Kolosan IV,14).
Miał przyjąć chrzest podczas drugiej podróży misyjnej św. Pawła Apostoła (ok. 50 r. n.e.) i zostać jego uczniem. Wedle innych przekazów, Łukasz miał już ok. 40 r. być członkiem gminy chrześcijańskiej w Antiochii.  Był razem z Pawłem w Rzymie, Macedonii i Grecji. Miał być jego najwierniejszym towarzyszem, w Drugim Liście do Tymoteusza, Paweł miał stwierdzić, że tylko Łukasz przy nim pozostał. Według przekazów św. Łukasz zmarł w Beocji, mając 84 lata. Miejsce jego grobu nie jest znane. Za najbardziej prawdopodobne miejsce pochówku uważa się Efez lub Teby. Jego matka wynajęła apostołom pokój, w którym Łukasz ich podglądał i uczył się od nich. Był lekarzem (Pozdrawia was Łukasz, umiłowany lekarz, Kol 4,14). Jako dowód, podzielający tradycyjny pogląd uczeni wskazują, że w pismach tradycyjnie mu przypisywanych występuje wiele specjalistycznych terminów medycznych, występujących również w pismach Hipokratesa czy Galena.
Późna legenda, której ślady spotykamy po raz pierwszy dopiero około 530 r. w pismach Teodora Lektora mówi, iż św. Łukasz był malarzem ikon. Przypisuje mu się autorstwo wielu ikon, w tym powszechnie czczonego w średniowiecznym Bizancjum obrazu Marii Theotokos, Czarnej Madonny czy wizerunku Matki Boskiej Kostromskiej.

## Kult

### Relikwie
Relikwie świętego Łukasza znajdują się w Padwie – w kościele pod wezwaniem świętej Justyny, w Pradze – w katedrze świętego Wita oraz w Tebach. Wedle starożytnych przekazów miały one zostać w 357 r. przeniesione do Konstantynopola, następnie przed 1177 r. miały one trafić do Padwy. Na przełomie XX i XXI w. relikwie z Padwy zostały poddane systematycznym badaniom naukowym. Potwierdziły one, że szczątki należały do mężczyzny w podeszłym wieku, zgodnie z przekazami starożytnych prologów do Ewangelii Łukasza. Datowania radiowęglowe szczątków okazały się niejednoznaczne, wyznaczając wiek pomiędzy 72 a 416 r. n.e., co zgodne jest zarówno z hipotezą o autentyczności, jak i fałszerstwa relikwii w okresie przeniesienia ich do Konstantynopola. Przeprowadzono również badania genetyczne DNA szczątków, porównując je z DNA współczesnych mężczyzn z Grecji, Turcji (Anatolia, okolice Konstantynopola) oraz pogranicza syryjsko-tureckiego, gdzie leżała Antiochia, z której wedle tradycji miał pochodzić Łukasz. Testy porównawcze wskazały, ze najbardziej prawdopodobne jest pochodzenie syryjskie, zgodnie ze starożytna tradycją, chociaż hipotezy fałszerstwa nie można całkowicie wykluczyć.

### Ikonografia
W ikonografii świętego pokazuje się często jako malującego lub piszącego. Rogier van der Weyden przedstawia go na obrazie „Św. Łukasz malujący Madonnę” w czasie portretowania Marii, matki Jezusa.
Atrybutami świętego są: byk, wół, księga, zwój, paleta malarska, papier i kamień. Wół (albo cielę) odnoszą się do Łukasza, gdyż są one zwierzętami ofiarnymi, a Ewangelia Łukasza przypisywana Łukaszowi rozpoczyna się od opowieści o Zachariaszu, ojcu Jana Chrzciciela, który składa ofiarę w Świątyni (por. Łk 1,5–25). Wedle tradycji był lekarzem, dlatego często przedstawiany jest w czapce lekarskiej.

### Patronat
Święty Łukasz jest patronem Hiszpanii, introligatorów, lekarzy chirurgów, malarzy, rzeźbiarzy, grafików, historyków, notariuszy oraz złotników.

### Dzień obchodów
Wspomnienie liturgiczne obchodzone jest w Kościele katolickim 18 października; w Polsce ma rangę święta.
Cerkiew prawosławna wspomina świętego apostoła i ewangelistę Łukasza dwukrotnie:
- 18/31 października[b], tj. 31 października według kalendarza gregoriańskiego,
- 4/17 stycznia, tj. 17 stycznia (Sobór siedemdziesięciu apostołów).